# The Rite of Winter 1949
«The Rite of Winter 1949» («Зима священная 1949 года») — симфония для солистов, хора, оркестра и органа советского и русского композитора Леонида Десятникова, написанная в 1998 году.
Премьера состоялась 22 мая 1999 года в Йене. Произведение было написано по заказу Йенской филармонии. Исполнение проходило в рамках фестиваля Eurovoices под управлением дирижёра Андрея Борейко. Российские премьеры прошли спустя два года 14 марта в Екатеринбурге на сцене Свердловской филармонии и 26 марта в Большом зале московской консерватории.

## История создания
Импульсом для создания произведения стала книга для чтения на английском языке «Stories for Boys and Girls», для 5-го класса семилетней и средней школы (3-й год обучения), Москва, 1949 год. Эту книгу композитор случайно нашёл в середине 90-х на подмосковной даче своего друга. В брошюрке он обнаружил детские стишки и прозу, посвящённую родной стране, партии, Сталину. Лишь спустя несколько лет детская книжечка трансформировалась в грандиозную симфонию.
После премьер в Екатеринбурге и Москве произведение в России долгое время не исполнялось. Композитор несколько раз исправлял и переписывал сочинение, и последняя редакция была произведена в 2006 году. Именно в этом виде спустя много лет Симфония предстала перед слушателями 18 октября 2013 года в Санкт-Петербургской академической филармонии имени Д. Д. Шостаковича, при участии лауреатов международных конкурсов, солисток Натальи Мироновой (сопрано) и Олеси Петровой (меццо-сопрано). Симфоническим оркестром в Петербурге дирижировал заслуженный деятель искусств — Александр Ведерников.

## Художественные особенности
Симфоническое произведение отличается прямыми цитатами или отсылками к творчеству Чайковского, Стравинского, Шостаковича, используются элементы американской минималистической музыки. Само название произведения, «Зима священная 1949 года», отсылает к балету Стравинского «Весна священная», написанному в 1913 году.

## Структура произведения (в редакции 2006 года)
1. Prologue (Пролог)
2. Moscow is our Capital (Москва — столица нашей родины)
3. Moscow is full of Wonderful Things (Москва полна чудес)
4. From Chaikovsky’s Childhood (Из детства Чайковского)
5. Sport (Спорт)
6. Three Wishes (Три желания)